# White Chicks
White Chicks (tạm dịch: Những cô nàng da trắng) là một bộ phim hài của Hoa Kỳ công chiếu vào năm 2004, do Keenen Ivory Wayans sản xuất và đạo diễn cùng với sự tham gia của anh em nhà Wayans - Shawn và Marlon Wayans trong vai trò viết kịch bản, sản xuất và đảm nhận vai chính. Bộ phim được công chiếu tại Hoa Kỳ vào ngày 23 tháng 6 năm 2004 bởi hãng phim Revolution Studios và được phát hành bởi hãng Columbia Pictures. Nội dung phim kể về câu chuyện của hai điệp viên FBI người Mỹ gốc Phi phải giả dạng thành hai người phụ nữ da trắng để hoàn thành nhiệm vụ. Cho dù nhận được nhiều ý kiến đánh giá tiêu cực, bộ phim này vẫn là một thành công lớn về mặt thương mại.

## Nội dung phim
Kevin (Shawn Wayans) và Marcus Copeland (Marlon Wayans) là hai điệp viên của FBI. Sau khi làm hỏng một phi vụ bắt ba gã buôn bán thuốc phiện trong một tiệm kem, họ được Sếp của sở Mật vụ (Frankie Faison) giao cho nhiệm vụ phải hộ tống chị em nhà Wilson, Brittany (Maitland Ward) và Tiffany Wilson (Anne Dudek) khỏi tầm mắt của một kẻ chuyên bắt cóc tên là Ted Burton. Họ gặp một tai nạn nhỏ khi đang trên đường đưa chị em nhà Wilson về từ sân bay đến khách sạn Hamptons, khiến chị em họ bị thương nhẹ ở mặt và khiến họ từ chối việc phải rời khỏi khách sạn mà họ đang ở. Kevin sau đó nảy ra một ý tưởng và gọi ngay cho Josh, một nhân viên trang điểm lành nghề, để hóa trang họ thành chị em nhà Wilson.
Tại khách sạn, nơi họ đang cải trang thành chị em nhà Wilson, Kevin và Marcus gặp được những cô bạn thân của Brittany và Tiffany là Karen (Busy Philipps), Tori (Jessica Cauffiel) và Lisa (Jennifer Carpenter); cùng với hai chị em đối địch của họ là Megan (Brittany Daniel) và Heather Vandergeld (Jaime King). Họ cũng gặp được anh chàng bạn trai hờ tồi của Karen, Heath (John Reardon), một gã vô công rỗi nghề và bị phá sản, cùng Russ (Steven Grayhm), một gã ăn chơi theo hội của chị em nhà Vandergeld. Marcus cùng Kevin sau đó cùng đi mua sắm cùng những cô bạn thân và gặp vô vàn rắc rối và cũng khiến vợ của Marcus, Gina (Faune A. Chambers) nghi ngờ anh đang gian dối cô.
Latrell Spencer (Terry Crews), một gã người da màu giàu có và chỉ mê mẩn những cô nàng da trắng, để ý đến Marcus khi luôn nghĩ anh là Tiffany Wilson. Trong lúc hai điệp viên cải trang đang làm bẽ mặt chị em nhà Vandergeld tại buổi giới thiệu tạp chí, Latrell tìm cách tiếp cận Marcus nhưng bị Marcus từ chối. Hai người họ cũng hẹn hò cùng nhau sau khi Latrell đặt mua Marcus trong một bữa tối đấu giá từ thiện. Trong bữa ăn tối cùng nhau, cho dù Marcus có cố ý làm gã chán ghét anh thế nào đi chăng nữa, Latrell vẫn bị anh thu hút một cách kỳ lạ.
Kevin sau đó đóng giả làm Latrell để hẹn hò cùng Denise Porter (Rochelle Aytes), một nữ phóng viên truyền hình quyến rũ. Sau đó họ về nhà của Latrell khi Marcus bí mật lấy chìa khóa nhà và xe của Latrell. Trong khi hẹn hò, Kevin biết được Burton lừa Ngài Vandergeld (John Heard) và cuỗm đi của ông mất 100 triệu đôla và là động cơ gây án của ông. Sau đó ở hộp đêm, sau khi làm bẽ mặt chị em nhà Vandergeld lần nữa trong một cuộc thi nhảy, Kevin và Marcus biết được Ngài Vandergeld đã bị phá sản và cách đó không lâu phải vay tiền của bố Karen. Ngày tiếp theo, Latrell và Russ thức dậy cùng nhau và phát hiện họ qua đêm cùng nhau. Cùng lúc đó, Gina tìm đến khách sạn và lục soát khắp phòng để tìm Marcus và "Brittany Wilson", sau đó cô nổi giận và bỏ đi khi tưởng Marcus đang gian dối cô. Hai điệp viên khác từ sở FBI, Gomez (Eddie Velez) và Harper (Lochlyn Munro) vô tình tìm được những mặt nạ giả phụ nữ của họ và bắt nhầm chị em nhà Wilson thật. Chính điều này khiến vụ việc bị lộ tẩy và buộc lòng Sếp phải sa thải Marcus và Kevin.
Sau đó, Kevin và Marcus biết được trong lúc bị phá sản, Ngài Vandergeld - cùng với Heath - đứng đằng sau một tổ chức chuyên đi bắt cóc nhằm không để mình và gia đình phải lâm vào cảnh thiếu túng. Tại buổi trình diễn thời trang, sau khi Kevin và Marcus chiếm lấy cả buổi diễn khỏi tay chị em nhà Vandergeld, một cuộc đấu súng diễn ra. Vandergeld nổ súng về phía Marcus nhưng được Latrell đỡ đạn thay nhằm bảo vệ anh, sau đó gã phát hiện Marcus không phải là một cô gái da trắng như mình nghĩ. Vandergeld sau đó bị hạ gục và chị em nhà Wilson phải lòng Latrell. Sau khi Vandergeld bị bắt, Marcus xin lỗi vợ mình sau khi cô phát hiện việc giả phụ nữ của cả hai trong nhiệm vụ này và cũng vì anh xem trọng công việc hơn vợ mình. Denise sau đó cũng phải lòng Kevin, sau khi anh cứu cô khỏi phát súng của Vandergeld. Tori, Lisa và Karen sau đó khẳng định họ thích Marcus và Kevin hơn cả Brittany và Tiffany. Họ đều đồng ý sẽ vẫn là bạn và đi mua sắm cùng nhau.

## Dàn diễn viên
- Shawn Wayans trong vai Kevin Copeland
- Marlon Wayans trong vai Marcus Copeland
- Busy Philipps trong vai Karen Googlestein
- Jessica Cauffiel trong vai Tori
- Jennifer Carpenter trong vai Lisa
- Jaime King trong vai Heather Vandergeld
- Brittany Daniel trong vai Megan Vandergeld
- Terry Crews trong vai Latrell Spencer
- John Heard trong vai Warren Vandergeld
- Frankie Faison trong vai Elliott Gordon, Sếp sở mật vụ
- Lochlyn Munro trong vai Jacob Harper, điệp vụ đặc biệt của FBI
- Eddie Velez trong vai Vincent Gomez, điệp vụ đặc biệt của FBI
- Maitland Ward trong vai Brittany Wilson; màu sắc nhận biết của cô là màu xanh
- Anne Dudek trong vai Tiffany Wilson; màu sắc nhận biết của cô là màu hồng
- Rochelle Aytes trong vai Denise Porter
- John Reardon trong vai Heath
- Steven Grayhm trong vai Russ
- Casey Lee trong vai Tony
- Faune A. Chambers trong vai Gina Copeland
- Drew Sidora trong vai Shaunice
- David Lewis trong vai Josh
- Heather McDonald trong vai Chủ tiệm thời trang

## Tiếp nhận

### Đánh giá chuyên môn
Bộ phim này nhận được nhiều phản ứng tiêu cực từ phía các nhà phê bình. Rotten Tomatoes cho kết quả chỉ 15% đánh giá là tích cực, dựa trên 121 bài nhận xét. Nhà phê bình phim Richard Roeper đưa nó ở vị trí dẫn đầu trong danh sách những bộ phim tệ nhất năm 2004, cùng với việc khẳng định bộ phim có kịch bản không đủ sức thuyết phục và có chứa những hành động phân biệt chủng tộc.
Bộ phim được đề cử đến tận 5 giải Mâm xôi vàng, bao gồm Phim dở nhất, Diễn viên nữ chính tồi nhất dành cho anh em nhà Wayans khi đang cải trang làm phụ nữ, Đạo diễn tồi nhất, Kịch bản tồi nhất và dàn diễn viên diễn tồi nhất, nhưng không giành giải nào.

### Tại các phòng vé
Bộ phim đạt tổng cộng 70,831,760 đôla Mỹ chỉ tính riêng tại Hoa Kỳ và trên toàn cầu là 113,048,997 đôla Mỹ. Bộ phim này cũng là một thành công lớn trên các hệ thống truyền hình cáp.

## Ca khúc trong phim
1. "Latin Thugs" – Cypress Hill
2. "Ms. Hilton" – The Penfifteen Club
3. "Shake It (Like a White Girl)" – Jesse Jaymes (Copeland)
4. "A Thousand Miles" – Vanessa Carlton
5. "Realest Niggas" – 50 Cent, Notorious B.I.G.
6. "White Girls" – Mighty Casey
7. "Dance City" – Oscar Hernandez
8. "Trouble" – P!nk
9. "U Can't Touch This" – MC Hammer
10. "Dance, Dance, Dance" – The Beach Boys
11. "Guantanamera" – Jose Fernandez Diaz
12. "It's My Life" – No Doubt
13. "(I Got That) Boom Boom" – Britney Spears hợp tác cùng Ying Yang Twins
14. "Bounce" (bản phối lại của The Bandit Club) – Stock, IC Green
15. "Get Low" – Lil Jon & the East Side Boyz hợp tác cùng Ying Yang Twins
16. "Crazy in Love" – Beyoncé, Jay-Z
17. "It's Tricky" – Run–D.M.C.
18. "This Love" – Maroon 5
19. "No Control" – Blackfire
20. "I Wanna Know" – Joe
21. "Tipsy" – J-Kwon
22. "Satisfaction" – Benny Benassi
23. "Let's Get It Started" – Black Eyed Peas
24. "Move Your Feet" – Junior Senior
25. "I Need Your Love Tonight" – Elvis Presley

## Các phương tiện khác
DVD cho bộ phim này được phát hành tại Khu vực 1 ở Hoa Kỳ vào ngày 26 tháng 10 năm 2004 và tại Khu vực 2 ở Anh Quốc vào ngày 28 tháng 2 năm 2005 bởi hãng Columbia TriStar Home Entertainment.

## Phần tiếp theo
Vào năm 2009, phần tiếp theo của phim được hãng Sony xác nhận, nhưng sau đó lại thông báo hủy bỏ bộ phim trước khi kịp bấm máy.
Vào năm 2013, Marlon Wayans tiết lộ anh vẫn còn muốn tham gia vào phần sản xuất cho bộ phim tiếp theo này. Marlon khẳng định: "Họ đang suy nghĩ về việc này, thật sự là đã bàn bạc kỹ lưỡng về việc này. Đó là điều mà mọi người luôn nài nỉ chúng tôi nên làm". Vào tháng 4 năm 2014, Marlon khẳng định anh rất muốn làm phần tiếp theo cho bộ phim này.
Vào năm 2019, White Chicks sẽ quay trở lại với phần 2. Trong chương trình Watch What Happens Live With Andy Cohen, nam diễn viên Terry Crews đã xác nhận thông tin này. Ở thời điểm hiện tại, nhà sản xuất vẫn chưa công bố những diễn viên nào sẽ quay trở lại trong phần 2. Tuy nhiên, với việc Terry Crews thông báo tin mừng này, khán giả có thể yên tâm rằng nam diễn viên cùng Shawn Wayans sẽ quay trở lại.